# TeleMonteCarlo
Не следует путать с TMC (Монако).
TeleMonteCarlo (TMC) — бывший итальянский телеканал, существовавший с 1974 по 2001 год. В 1985-1993 принадлежал Grupo Globo (Бразилия). Заменен La7 в 2001.

## История
TeleMonteCarlo появился в 1974 в Монако (вещал на итальянском) и транслировал программы Rai.
В начале 1980-х Rai лишился большей части канала, а в августе 1985-го Grupo Globo становится его (практически единственным) владельцем.

### Период 1985-1993
Основной целью Grupo Globo стало создание аффилиата Rede Globo на территории Италии. TMC получил дизайн логотипа и заставок у Globo, а также транслировал множество теленовелл производства Globo.

### Программы
- TMC News (новости)
- Clip Show (программа показа клипов)
- Stasera News (новости)
- Oggi (новости)
- TMC Sport (спорт)
- Telemontecarlo Informa (новости)

### Интересные факты
- У Telemontecarlo, как и у Globo, на протяжении всего времени существования был один голос канала.
- В 1990 году, для Globo, TMC транслировал ЧМ по футболу (Италия)
- На TMC также транслировался карнавал в Бразилии.
- Многие заставки программ TMC достались от Globo в первозданном виде; кое-где менялась музыка.

### Логотипы
В 1985-1993 TeleMonteCarlo имел логотип Rede Globo. В 1993-2001 от логотипа осталось лишь логоимя (TMC).

Логотип и надпись (1985-1993)

Дизайнер логотипа - Hans Donner.